# Jonge Garde
Jonge Garde ist eine niederländische Jugendserie im Doku-Soap-Stil, die von Tuvalu Media für die Walt Disney Company umgesetzt wurde. In den Niederlanden und Belgien fand die Premiere der Serie am 26. Oktober 2015 auf dem Disney Channel statt. Im deutschsprachigen Raum erfolgte die Erstveröffentlichung der Serie durch Disney+ am 13. Juli 2022.

## Handlung
Das Kochinstitut bildet seine Schüler im Bereich der exklusiven Küche und der Gastronomie aus, um diese auf den späteren Restaurantbetrieb vorzubereiten. Die sechs Jugendlichen Sophie, Thomas, Levi, Marie-Elise, Caroline und Aram beginnen am Kochinstitut ihre Ausbildung, aber neben Kochen müssen sie mehr lernen. Die Gruppe muss zusammenarbeiten, um über das ganze Jahr hinweg die besten Leistungen abliefern zu können – und dies alles unter den strengen Augen der Leiterin, Frau Mastoer, und der anderen Lehrer. Schaffen es alle Jugendlichen ins nächste Ausbildungsjahr, oder muss jemand die Ausbildung frühzeitig beenden? Und kommt Levis und Sophies Geheimnis ans Licht, was alles ändern kann?

## Figuren

### Hauptfiguren
Sophie Deudermonde ist ein kreatives Mädchen, das aber im Kochinstitut noch viel lernen muss, um eine gute Köchin zu sein. Dabei bekommt sie besondere Unterstützung von Levi. Sophie wuchs ohne Eltern auf. Ihre Mutter ist in einem jungen Alter verstorben und ihren Vater hat sie nie kennengelernt. Sie wurde von ihren Großeltern großgezogen, die jetzt in einem Pflegeheim leben. Sophie und Levi waren Nachbarn und sind zusammen aufgewachsen. Sie sind beste Freunde und besuchen beide das Kochinstitut. Gemeinsam haben sie ein großes Geheimnis... 
Levi Donselaar ist sehr beliebt bei den Mädchen. Er sieht gut aus, ist voller Zuversicht und verfolgt nur ein Ziel: ein Chefkoch zu werden und sein eigenes Restaurant zu besitzen. Levi kommt aus einer armen Familie und weiß sehr genau, was er erreichen will. Er hat viel Selbstvertrauen, und niemand wird ihn in einem Moment sehen, in dem er schwach ist. Levi hat einen Traum und nichts und niemand hält ihn auf. Ihm wurde die Möglichkeit gegeben, sich im Kochinstitut zu einem wahren Chefkoch zu entwickeln, was er auch tut. Levi ist impulsiv und laut, hat aber ein Herz aus Gold. Er verträgt sich sehr gut mit Thomas. Sie sind oft derselben Meinung, wenn dies aber nicht der Fall ist, droht die Situation außer Kontrolle zu geraten.
Caroline de Vries ist die Tochter eines Skippers und segelte bisher mit ihren Eltern auf dem Rhein. Doch dann kam die Zeit, wo ihre Eltern nicht mehr in der Lage waren, sie zu unterrichten, weshalb Caroline vor die Wahl gestellt wurde: Entweder sie geht auf das Kochinstitut oder sie muss auf ein Schippersinternaat (zu Deutsch: Skipper-Internat, ist eine spezielle Internatsform in den Niederlanden, wo Kinder, deren Eltern oft auf Reisen sind, untergebracht werden können, um ihrer Schulpflicht nachzugehen). Caroline mag es zu kochen, aber man merkt, dass sie lieber mit ihren Eltern zusammen essen würde, denn sie hat schreckliches Heimweh. Um dies zu verbergen, hat sie zwischen sich und den Rest der Welt einen Schutzpanzer aufgebaut, was bedeutet, dass sich Caroline hinter zimperlichen Gesten, Prinzessinnen-Manierismen und einer übertriebenen Dämlichkeit versteckt. Doch in Wirklichkeit vermisst Caroline ihre Eltern, obwohl sie sich manchmal wünscht, dass ihre Eltern ein normales Leben führen könnten, damit alle zusammen sein können.
Thomas Nimmermeer ist ein hilfsbereiter Junge, aber manchmal ein wenig zu stur. Durch seinen starken eigenen Willen gerät er gelegentlich mit den anderen Kursteilnehmern in Auseinandersetzungen. Thomas liebt es, mit seiner Familie zusammen zu essen. Er mag Geselligkeit, vorzugsweise mit Nahrung in der Hauptrolle. Alles, was mit Nahrung zu tun hat, erhält seine volle Aufmerksamkeit. Thomas hilft seinen Freunden sehr viel. Sein hartnäckiges Verhalten sorgt aber bei anderen oft dafür, dass diese es nicht als Hilfe interpretieren. In diesem Zusammenhang hat es Thomas nicht immer leicht, denn er meint es nicht böse. Thomas will überall dazugehören. Er unternimmt gerne gemeinsam mit anderen Aktivitäten, ist aber verärgert, wenn er nicht eingeladen wird. Thomas ist sich nicht sicher, ob ihn jeder mag, obwohl dies oft der Fall ist.
Aram Dupont ist ein wahrer Entertainer und oft mit sich selbst beschäftigt. Er hat Charme und Flair zugleich. Aram kleidet sich sehr auffällig, als wolle er damit sagen: „Hier bin ich, siehst du mich?“ Aram steht gern im Zentrum und ist sehr besorgt um sein Aussehen. Für Aram bedeutet Erfolg alles, wobei es ihm egal ist, in welchem Bereich er erfolgreich ist. Aram lernt sehr schnell, er kann zum Beispiel wie kein anderer Gerichte und Rezepte hervorragend präsentieren. Auch scheint Aram das Leben nicht so ernst zu nehmen. Er macht gerne Witze, auch in ernsthaften Situationen, weshalb er oft die Aufmerksamkeit seiner Mitschüler und Lehrer erntet. Da wundert es nicht, dass Aram ernsthaften Gesprächen eher aus dem Weg geht. Aram hat reiche Eltern, die aber vor allem mit sich selbst beschäftigt sind, weshalb er froh ist, am Kochinstitut zu sein, um hier ein Familiengefühl zu bekommen – denn er braucht jemanden, der auch auf seine Witze hört.
Marie-Elise Wolf stammt aus einer reichen Familie. Ihre Eltern besitzen ein großes Hotel mit Restaurant, in dem ihr Vater kocht. Die beiden wollen, dass Marie nach ihrer Zeit am Kochinstitut als Chefköchin im Familienbetrieb arbeitet. Obwohl es Marie leicht fällt, ein perfektes Gericht zuzubereiten, hegt Marie innerlich Zweifel, ob sie überhaupt den Weg gehen will, den ihre Eltern für sie vorgesehen hat, weshalb sie sich oft Gedanken um einen alternativen Beruf macht. Marie ist sehr strebsam und arbeitet hart. Dies hat den Grund, da Marie glaubt, dass andere der Überzeugung sind, dass sie alles in die Goldschale gelegt bekommt, weil sie aus einem reichen Elternhaus stammt, und will damit beweisen, dass sie es auch ohne ihre reichen Eltern hinbekommt.

### Nebenfiguren
Fons Mastoer ist der „Großvater des Kochinstituts“ und der Vater der Leiterin Dina. Er lebt im Kochinstitut, das in der Vergangenheit sein Zuhause war, und wird nun dort von Dina und Frau Koning gepflegt. Herr Mastoer selbst möchte sich aber nicht eingestehen, dass er gepflegt werden muss. Herr Fons, wie er kurz genannt wird, ist womöglich das größte Kind am Kochinstitut, denn neben einem offenen Ohr für die Schüler und das Personal ist er auch der Initiator einer Vielzahl von fantastischen Abenteuern, die oft von seiner Tochter Dina missbilligt werden.
Dina Mastoer ist eine attraktive schlanke Frau, die immer in sachlicher Kleidung herumläuft, und die Leiterin des Kochinstituts ist. Sie setzt großen Wert auf Ordnung und Regelmäßigkeit und kommt nicht ohne To-do-Liste aus. Dina hat ihre Einrichtung zu einem Institut gemacht, das die hervorragenden Chefköche des Landes hervorbringt. Sie lehrt ihre Schüler die feinen Umgangsformen im Hotel- und Gastgewerbe. Diese umfassen unter anderem folgende Lektionen: „Wie gehe ich aufrecht?“, „Wie bediene ich meine Gäste?“ oder „Wie ist ein Bett zu machen?“. Kurz gesagt: Grundkenntnisse, die für eine Karriere im Hotel- und Gastgewerbe vonnöten sind.
Veerle de Keulenaer ist eine überzeugte Vegetarierin sowie eine große Befürworterin von Bio-Lebensmitteln. Daher hat sie hinter dem Kochinstitut ein eigenes biologisches Paradies geschaffen. Das biologische Paradies beherbergt neben einem Gemüsegarten mit Gemüse und Kräutern auch verschiedene Tiere, die in Freilandhaltung leben. Veerle hat immer ein offenes Ohr für die Kinder, auch wenn sie bei diesen als weltfremd gilt. Sie ist eine hervorragende Zuhörerin, und es wirkt so, als ob sie selbst Kinder haben wollte. Doch bisher fand sie noch nicht den richtigen Mann, obwohl sie ein Auge auf Rens geworfen hat.
Eddy de Koning ist ein ehemaliger Radfahrer, der nun als Hausmeister im Kochinstitut arbeitet. Er und seine Frau Sylvia leben im Kochinstitut und sind Mutter und Vater für die Schüler. Zudem wahren beide die Ordnung im Kochinstitut, kümmern sich um das Wohlbefinden der Schüler und sind verantwortlich für deren Nahrungsversorgung.
Sylvia de Koning ist die kurvenreiche und verwöhnte Frau von Eddy. Als Sylvia ihn heiratete, hatte Eddy ein erfolgreiches Leben als Radfahrer, und sie war ein Podiums-Mädchen, das ihm nach seinem x-ten Sieg gratulierte. Doch nun verbringen beide ihre Tage zusammen im Internat des Kochinstituts. Das Ehepaar verwaltet das Gelände sowie die Schule und das Internat und versuchen ihr Bestes, doch es ist schwierig, den Betrieb am Laufen zu halten.
Rens Mesker ist ein junger, begeisterter und ansteckend kreativer Koch im Kochinstitut und bei den Kindern der beliebteste Lehrer. Er kleidet sich immer lässig in Jeans und in pfiffigen Shirts und hat einen natürlichen sachlichen Stil. Rens folgt der These: „Du bist was du isst, und um beliebt zu sein, musst du gutes Essen zu dir nehmen, und das schaffst du durch Kreativität“. Und zu diesem Zweck versucht Rens, die Schüler anzuregen, jede Lektion noch einmal auf eine ungewöhnliche Weise zu wiederholen. Rens selbst ist daher oft im Konflikt mit Dina, die nur wenig für seine Experimente übrig hat.

## Besetzung und Voiceover
Die deutschsprachige Voiceover entstand nach den Dialogbüchern von Ulrike Hanselle, Maike Müller und Julian van den Boom sowie unter der Dialogregie von Ulrike Hanselle durch die Synchronfirma Splendid Synchron in Köln.
| Rolle               | Schauspieler       | Staffel | Deutsche Stimme          |
| ------------------- | ------------------ | ------- | ------------------------ |
| Sophie Deudermonde  | Hanneleen Claes    | 1–2     | Anna Röser               |
| Levi Donselaar      | Ridder van Kooten  | 1–2     | Benedikt Hahn            |
| Caroline de Vries   | Amélie Scheepers   | 1–2     | Leyla Trebbien           |
| Thomas Nimmermeer   | Mathias T'syen     | 1–2     | Ferdi Özten              |
| Aram Dupont         | Rohan Sukhraj      | 1–2     | Luca Kämmer              |
| Dina Mastoer        | Roos Exoo          | 1–2     | Christine Nonnast        |
| Rens Mesker         | Chiel Christiaans  | 1–2     | Michael Borgard          |
| Veerle de Keulenaer | Anne Van Opstal    | 1–2     | Fabienne Hesse           |
| Marie-Elise Wolf    | Dianne van den Eng | 1       | Esther Brandt            |
| Eddy De Koning      | Jeroen Bos         | 1       | Markus Haase             |
| Sylvia De Koning    | Kiki Jaski         | 1       | Kirstin Hesse            |
| Fons Mastoer        | Koos Landeweerd    | 1       | Volker Niederfahrenhorst |
| Noa de Lange        | Manouk Pluis       | 2       | Lea Fleck                |
| Lucas de Lange      | Arjan Smit         | 2       | Markus Haase             |

## Ausstrahlungsübersicht
| Staffel | Episoden | Erstausstrahlung auf dem Disney Channel (Niederlande/Belgien) | Erstausstrahlung auf dem Disney Channel (Niederlande/Belgien) | Erstveröffentlichung auf Disney+ (Deutschland/Österreich/Schweiz) | Erstveröffentlichung auf Disney+ (Deutschland/Österreich/Schweiz) |
| Staffel | Episoden | Staffelpremiere                                               | Staffelfinale                                                 | Staffelpremiere                                                   | Staffelfinale                                                     |
| ------- | -------- | ------------------------------------------------------------- | ------------------------------------------------------------- | ----------------------------------------------------------------- | ----------------------------------------------------------------- |
| 1       | 26       | 26. Oktober 2015                                              | 3. Dezember 2015                                              | 13. Juli 2022                                                     | 13. Juli 2022                                                     |
| 2       | 17       | 7. November 2016                                              | 1. Dezember 2016                                              | 13. Juli 2022                                                     | 13. Juli 2022                                                     |

## Internationale Veröffentlichung
| Land                           | Sender / Streamingdienst | Premiere         | Titel                        | Ref.        |
| ------------------------------ | ------------------------ | ---------------- | ---------------------------- | ----------- |
| Niederlande Belgien            | Disney Channel           | 26. Oktober 2015 | Jonge Garde Les Chefs Toqués | [ 4 ] [ 5 ] |
| Italien                        | Disney Channel           | 27. Juni 2016    | Giovani Chef                 |             |
| Frankreich                     | Disney Channel           | 4. Juli 2016     | Les Chefs Toqués             | [ 6 ]       |
| Deutschland Österreich Schweiz | Disney+                  | 13. Juli 2022    | Jonge Garde                  | [ 3 ]       |

## Episodenliste

### Staffel 1
| Nr. (ges.) | Nr. (St.) | Deutscher Titel                  | Originaltitel          | Erstausstrahlung (NLD/BEL) | Deutschsprachige Erstveröffentlichung (D/A/CH) |
| ---------- | --------- | -------------------------------- | ---------------------- | -------------------------- | ---------------------------------------------- |
| 1          | 1         | Der erste Tag, Teil 1            | De eerste dag - deel 1 | 26. Okt. 2015              | 13. Juli 2022                                  |
| 2          | 2         | Der erste Tag, Teil 2            | De eerste dag - deel 2 | 26. Okt. 2015              | 13. Juli 2022                                  |
| 3          | 3         | Sophies Geheimnis                | Signature Dish         | 27. Okt. 2015              | 13. Juli 2022                                  |
| 4          | 4         | Heimweh                          | Heimwee                | 28. Okt. 2015              | 13. Juli 2022                                  |
| 5          | 5         | Heimlicher Tausch                | Wisseltruc             | 29. Okt. 2015              | 13. Juli 2022                                  |
| 6          | 6         | Luxusbrötchen mit geheimer Zutat | Ongemakkelijk verzoek  | 2. Nov. 2015               | 13. Juli 2022                                  |
| 7          | 7         | Arams Geheimnis                  | Snurkmysterie          | 3. Nov. 2015               | 13. Juli 2022                                  |
| 8          | 8         | —                                | Sinterklaas            | 4. Nov. 2015               | 13. Juli 2022                                  |
| 9          | 9         | Giftiges Gericht                 | Giftig gerecht         | 5. Nov. 2015               | 13. Juli 2022                                  |
| 10         | 10        | Die Valentinskarte               | Valentijnskaart        | 9. Nov. 2015               | 13. Juli 2022                                  |
| 11         | 11        | Wo ist Sophie?                   | Opgesloten             | 10. Nov. 2015              | 13. Juli 2022                                  |
| 12         | 12        | Rezeptbuch zum Valentinstag      | Valentijnsboek         | 11. Nov. 2015              | 13. Juli 2022                                  |
| 13         | 13        | Ertappt                          | Gevonden               | 12. Nov. 2015              | 13. Juli 2022                                  |
| 14         | 14        | Eine verhängnisvolle Prüfung     | Ouderwets              | 16. Nov. 2015              | 13. Juli 2022                                  |
| 15         | 15        | Falscher Freund                  | Nepverkering           | 17. Nov. 2015              | 13. Juli 2022                                  |
| 16         | 16        | Nichts geht über guten Geschmack | Proeftalent            | 18. Nov. 2015              | 13. Juli 2022                                  |
| 17         | 17        | Making Up                        | Goedmaken              | 19. Nov. 2015              | 13. Juli 2022                                  |
| 18         | 18        | Hoher Besuch                     | Hoog bezoek            | 23. Nov. 2015              | 13. Juli 2022                                  |
| 19         | 19        | Carolines Entdeckung             | Caroline's ontdekking  | 24. Nov. 2015              | 13. Juli 2022                                  |
| 20         | 20        | Abgestiegen                      | Gedegradeerd           | 25. Nov. 2015              | 13. Juli 2022                                  |
| 21         | 21        | Freundin ohne Partner            | Buitenspel             | 26. Nov. 2015              | 13. Juli 2022                                  |
| 22         | 22        | Koch oder Kellner?               | Streepje voor          | 30. Nov. 2015              | 13. Juli 2022                                  |
| 23         | 23        | Überraschung!                    | Verrassing!            | 1. Dez. 2015               | 13. Juli 2022                                  |
| 24         | 24        | Der ultimative Test              | De ultieme test        | 2. Dez. 2015               | 13. Juli 2022                                  |
| 25         | 25        | Das Missverständnis              | Misverstand            | 3. Dez. 2015               | 13. Juli 2022                                  |
| 26         | 26        | Party time!                      | Feest!                 | 3. Dez. 2015               | 13. Juli 2022                                  |

### Staffel 2
| Nr. (ges.) | Nr. (St.) | Deutscher Titel            | Originaltitel             | Erstausstrahlung (NLD/BEL) | Deutschsprachige Erstveröffentlichung (D/A/CH) |
| ---------- | --------- | -------------------------- | ------------------------- | -------------------------- | ---------------------------------------------- |
| 27         | 1         | Alles ist anders           | Fatsoensregels            | 7. Nov. 2016               | 13. Juli 2022                                  |
| 28         | 2         | Liebeskummer               | Liefdesgedoe              | 7. Nov. 2016               | 13. Juli 2022                                  |
| 29         | 3         | Der Erste ist raus         | De eerste afvaller        | 8. Nov. 2016               | 13. Juli 2022                                  |
| 30         | 4         | Das Kochduell              | Cook Off                  | 9. Nov. 2016               | 13. Juli 2022                                  |
| 31         | 5         | Außer Dienst               | Afgeserveerd              | 10. Nov. 2016              | 13. Juli 2022                                  |
| 32         | 6         | Nichts ist wie es scheint  | Niets is wat het lijkt    | 14. Nov. 2016              | 13. Juli 2022                                  |
| 33         | 7         | Riskanter Streich          | Een riskante grap         | 15. Nov. 2016              | 13. Juli 2022                                  |
| 34         | 8         | Noa will gehen             | Noa vertrekt...           | 16. Nov. 2016              | 13. Juli 2022                                  |
| 35         | 9         | Man kann nicht alles haben | Je kunt niet alles hebben | 17. Nov. 2016              | 13. Juli 2022                                  |
| 36         | 10        | Falsche Hinweise           | Van Hero tot zero         | 21. Nov. 2016              | 13. Juli 2022                                  |
| 37         | 11        | —                          | De wildcard               | 22. Nov. 2016              | 13. Juli 2022                                  |
| 38         | 12        | —                          | Een bijzondere prijs      | 23. Nov. 2016              | 13. Juli 2022                                  |
| 39         | 13        | —                          | —                         | 24. Nov. 2016              | 13. Juli 2022                                  |
| 40         | 14        | —                          | Sabotage                  | 28. Nov. 2016              | 13. Juli 2022                                  |
| 41         | 15        | —                          | Sophie's besluit          | 29. Nov. 2016              | 13. Juli 2022                                  |
| 42         | 16        | —                          | Een bizarre ontdekking    | 30. Nov. 2016              | 13. Juli 2022                                  |
| 43         | 17        | —                          | Een grote finale          | 1. Dez. 2016               | 13. Juli 2022                                  |

## Crossover
In der ersten Staffel der niederländischen Serie des Disney Channel Just Like Me! absolvierte Ridder van Kooten einen Gastauftritt in seiner Rolle als Levi aus Jonge Garde.